# Lesbia Urriola
Lesbia Esther Urriola Marcucci (nacida en Ciudad de Panamá, 19 de julio de 1944) es una educadora y escritora panameña.
En sus primeros años se mudó a Aguadulce, donde realizó sus estudios primarios y secundarios. Se graduó como Licenciada en Filosofía, Letras y Educación y profesora de Segunda Enseñanza con especialización en Español en la Universidad de Panamá.
Fue profesora por 23 años en la Escuela Normal Juan Demóstenes Arosemena en Santiago y siete años en el Colegio José Daniel Crespo en Chitré. También fue profesora de la Universidad de Panamá, desde 1985 hasta 1996 en el Centro Regional de Veraguas y de 1997 a 2005 en el Centro Regional de Azuero.
Ha participado en diferentes seminarios y congresos sobre idioma español y pedagogía a nivel nacional e internacional: Costa Rica (1984), Colombia (1992), Cuba (1993), México (1994), Guatemala (1994) y El Salvador (1995). Ha colaborado con el Ministerio de Educación de Panamá dictando talleres y conferencias sobre la enseñanza del idioma español.
Como escritora es autora del libro Guía metodológica para la caligrafía (1991), el poemario Reflexiones y lamentos de amor (1997) donde usó el seudónimo de «Bedul», el libro Cantos, juegos y formas (2003) para educación preescolar y Visión poética - poemas didácticos (2010).